# Diritti LGBT in Irlanda
I rapporti d'amore tra persone dello stesso sesso sono stati depenalizzati e legalizzati nell'isola solamente nel 1993 (con l'età del consenso parificata ai rapporti eterosessuali); e da quel momento, il riconoscimento del governo dei diritti LGBT in Irlanda si è notevolmente ampliato nel corso degli ultimi due decenni
Gli atteggiamenti nei confronti delle persone LGBT (lesbica-gay-bisessuale-transgender) sono divenuti, nel tempo, sempre più liberali in Irlanda, con le coppie dello stesso sesso che nel 2015 hanno visto riconosciuto il loro diritto di sposarsi legalmente. Tuttavia, le minoranze sessuali possono ancora trovarsi ad affrontare sfide sociali maggiori di quanto non accada per gli altri cittadini; la maggior parte delle forme di discriminazione (compreso l'incitamento all'odio) basate sull'orientamento sessuale sono a tutt'oggi divenute fuori legge.
Il 6 aprile 2015, il "Children and Family Relationships Bill 2015" è stato firmato in legge; esso giunge a modificare (tra gli altri atti) l'"Adoption Act 2010", per consentire alle coppie dello stesso sesso di adottare congiuntamente i bambini.

## Storia del diritto penale irlandese
Prima della sua decriminalizzazione nel 1993 l'omosessualità maschile era punita da leggi risalenti all'ottocento. La legislazione pertinente era lo Offences Against the Person Act 1861 e il successivo Criminal Law (Amendment) Act 1885, emanato dal parlamento del Regno Unito prima dell'indipendenza irlandese e abrogato in Inghilterra e Galles nel 1967, in Scozia nel 1980 e in Irlanda del Nord nel 1982.
L'abrogazione della legge può essere imputata alla campagna del senatore David Norris per la riforma della legge sulla criminalizzazione dell'omosessualità portando a una sentenza del 1988 la quale affermava che le leggi irlandesi erano in contrasto con la convenzione europea dei diritti dell'uomo. La Campaign for Homosexual Law Reform per la riforma della legge è stata fondata negli anni '70 per combattere la criminalizzazione dell'omosessualità maschile;  tra i suoi membri fondatori troviamo il senatore Norris ei futuri presidenti di Irlanda Mary McAleese e Mary Robinson.

## Riconoscimento delle relazioni omosessuali

### Unione civile

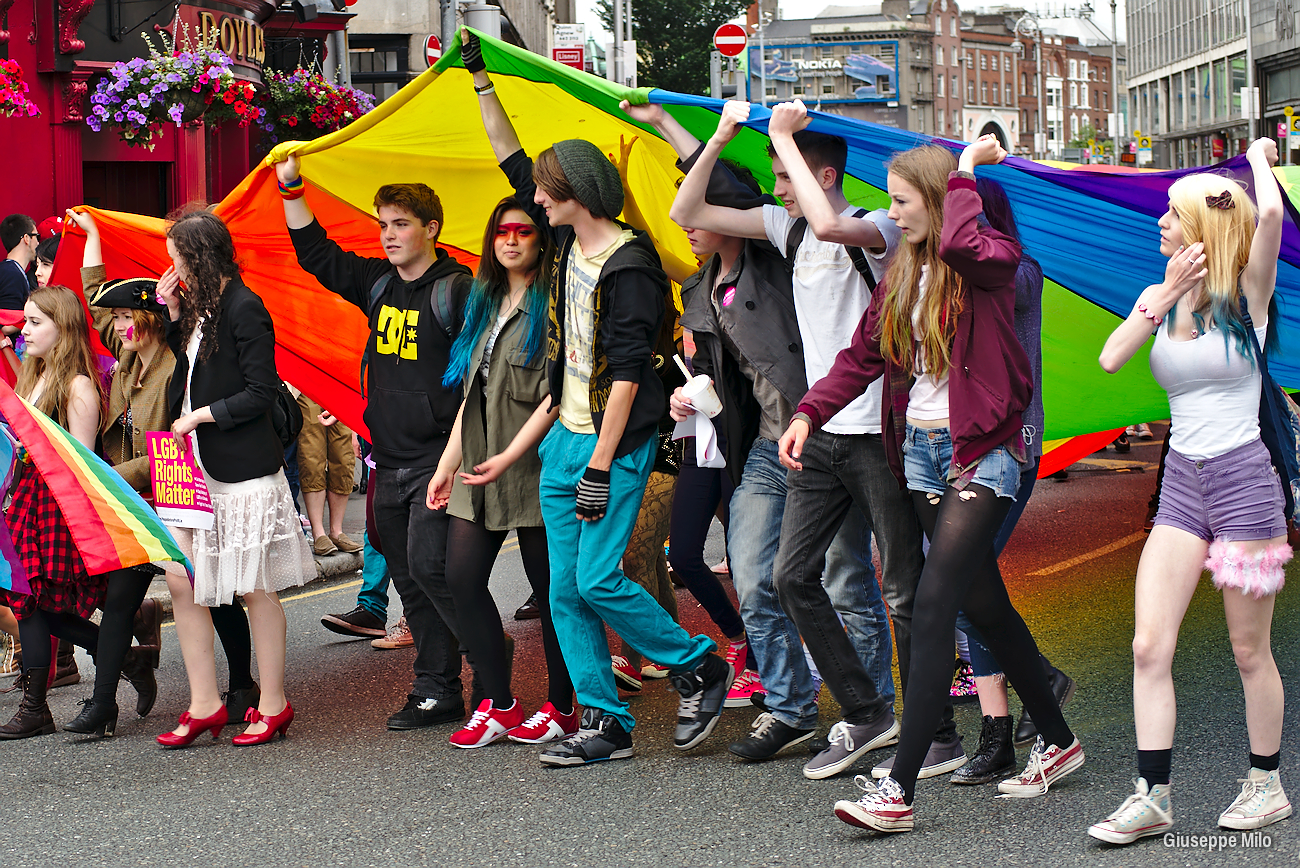
Il gay pride di Dublino nel 2013.

Nel luglio 2010 il Dáil Éireann (la "Camera dei deputati") e il Senato si sono impegnati ad approvare il "Civil Partnership and Certain Rights and Obligations of Cohabitants Act 2010" (diritti e doveri dei conviventi di partenariato civile), giungendo al riconoscimento delle unioni civili tra coppie dello stesso sesso: il disegno di legge è stato sostenuto da tutti i partiti, anche se alcuni singoli politici hanno criticato la normativa.
Il disegno di legge è stato firmato dal presidente Mary McAleese, il 19 luglio 2010 e il partenariato civile (Civil Partnership) è stato pienamente approvato ed attuato dall'inizio del 2011 A causa del periodo di attesa di tre mesi per tutte le cerimonie civili in Irlanda, era stato previsto che le prime cerimonie di partenariato civile avessero luogo nel mese di aprile; tuttavia, la normativa fornisce un meccanismo di esenzioni da ricercare attraverso i tribunali, e la prima partnership, che era tra due uomini, è stata registrata il 7 febbraio 2011.
La prima unione civile irlandese celebrata pubblicamente ai sensi della legge ha avuto luogo a Dublino il 5 aprile 2011.

### Matrimonio
Il matrimonio omosessuale è legale in Irlanda, in seguito all'approvazione di un referendum avvenuto il 22 Maggio 2015 che ha modificato la Costituzione d'Irlanda per fornire il riconoscimento del matrimonio a prescindere dal sesso dei partner. Il provvedimento è stato trasformato in legge dal Presidente come il trentaquattresimo emendamento della Costituzione in data 29 agosto 2015. Il Marriage Act 2015 passò dall'Oireachtas il 22 ottobre 2015 e firmato in da parte della Commissione presidenziale il 29 ottobre 2015, dando l'attuazione legislativa per la modifica.
Il matrimonio omosessuale è diventato legalmente riconosciuto in Irlanda il 16 novembre 2015 e le prime cerimonie del matrimonio egualitario sono cominciate dal 17 novembre 2015.

## Protezione dalle discriminazioni
Il Prohibition of Incitement to Hatred Act, 1989 condanna l'incitamento all'odio basato anche sulla base dell'orientamento sessuale.
La discriminazione sulla base dell'orientamento sessuale è vietata dall'Employment Equality Act, 1998 e dall'Equal Status Act, 2000. Queste leggi vietano la discriminazione: nell'occupazione, nella formazione professionale, nella pubblicità, nei contratti collettivi, nella fornitura di beni e servizi e in altre opportunità pubbliche.

## Opinione pubblica
Nel 2015 un sondaggio svolto sulla totalità del territorio nazionale ha convenuto che il 78% delle persone sono a favore del matrimonio tra persone dello stesso sesso, mentre il 71% arriva al punto di affermare che le coppie omosessuali dovrebbero anche essere autorizzate ad adottare. Solo due anni prima era stato dimostrato che il 73% degli irlandesi conveniva sul fatto che "il matrimonio tra persone dello stesso sesso dovrebbe essere consentito nella Costituzione"; ma già nel 2008 l'84% degli intervistati sostenevano almeno l'unione civile per le coppie omosessuali, con il 58% a sostegno del pieno diritto di matrimonio nei registri degli uffici pubblici; da allora il numero di coloro che credono debba esser soltanto consentito, alle coppie dello stesso sesso, una forma di unione civile ma non matrimoniale a tutti gli effetti è scesa dal 33% al 26%.
A marzo 2011 un'inchiesta svolta dal The Sunday Times ha riscontrato che la percentuale di supporto a tutti i diritti del matrimonio civile fino al 73%.

## Nel cinema
- 1994: Un uomo senza importanza
- 2000: Borstal Boy (film)
- 2001: Chicken
- 2003: Conspiracy of Silence
- 2003: Cowboys & Angels
- 2003: Goldfish Memory

- 2005: Breakfast on Pluto
- 2011: Albert Nobbs
- 2011: The Moth Diaries
- 2015: The Queen of Ireland
- 2015: Viva (film 2015)
- 2016: Handsome Devil

## Tabella riassuntiva
| Attività omosessuale legale                                                                                                 | (dal 1993)                            |
| Pari età del consenso | (dal 1993)                            |
| Legislazione anti-discriminazione in materia di occupazione                                                                 | (dal 1998)                            |
| Legislazione anti-discriminazione nella fornitura di beni e servizi                                                         | (dal 2000)                            |
| Legislazione anti-discriminazione in tutti gli altri settori (inclusa la discriminazione indiretta e le espressioni d'odio) | (dal 1989)                            |
| Riconoscimento delle coppie dello stesso sesso (ad esempio l'unione civile)                                                 | (dal 2011)                            |
| Matrimonio tra persone dello stesso sesso                                                                                   | (dal 2015)                            |
| Step-child adoption | (dal 2016)                            |
| adozione da parte di coppie dello stesso sesso                                                                              | (dal 2017)                            |
| Genitorialità automatica per entrambi i coniugi dopo la nascita                                                             | (dal 2009)                            |
| Permesso di servire apertamente nelle forze armate per persone LGBT                                                         | (dal 1993)                            |
| Accesso alla fecondazione in vitro per le lesbiche                                                                          | (dal 2000)                            |
| Diritto di cambiare legalmente genere (senza sterilizzazione)                                                               | (dal 2015)                            |
| Diritto di cambiare legalmente genere di appartenenza in base all'autodeterminazione                                        | (dal 2015)                            |
| Riconoscimento del genere non binario                                                                                       | No                                    |
| Maternità surrogata per le coppie gay                                                                                       | (dal 2024, solo in forma altruistica) |
| Divieto di terapie di conversione                                                                                           | (proposto)                            |
| Permesso di donare il sangue                                                                                                | Dal 2017 con differimento di 1 anno.  |